# Xã Cambria, Michigan
Xã Cambria (tiếng Anh: Cambria Township) là một xã thuộc quận Hillsdale, tiểu bang Michigan, Hoa Kỳ. Năm 2010, dân số của xã này là 2.533 người.